# Pyli
Pyli (in greco Πύλη?) è un comune della Grecia situato nella periferia della Tessaglia (unità periferica di Trikala) con 15886 abitanti secondo i dati del censimento 2001
A seguito della riforma amministrativa detta Programma Callicrate in vigore dal gennaio 2011 che ha abolito le prefetture e accorpato numerosi comuni, la superficie del comune è ora di 749 km² e la popolazione è passata da 4492 a 15886 abitanti